# Gheorghe Craioveanu
Gheorghe „Gică“ Craioveanu (* 14. Februar 1968 in Hunedoara) ist ein ehemaliger rumänischer Fußballspieler. Er bestritt insgesamt 350 Spiele in der rumänischen Divizia A sowie in der spanischen Primera División. Außerdem nahm er an der Fußball-Weltmeisterschaft 1998 teil.

## Karriere

### Verein
Craioveanu begann seine Karriere im Jahr 1989 bei Metalurgistul Slatina in der Divizia B, wohin er in der Winterpause 1988/89 gewechselt war. 1990 schloss er sich dem Ligakonkurrenten FC Drobeta Turnu Severin an, ehe der rumänische Spitzenklub Universitatea Craiova auf ihn aufmerksam wurde und ihn in der Winterpause der Saison 1990/91 verpflichtete. In Craiova bestritt er am 3. März 1991 sein erstes Spiel in der Divizia A und kam im weiteren Saisonverlauf regelmäßig zum Einsatz, so dass er drei Tore zum Gewinn der rumänischen Meisterschaft beisteuern konnte. Craioveanu konnte sich in Craiova kontinuierlich weiterentwickeln. In den Jahren 1991 und 1993 gewann er den rumänischen Pokal, in den Jahren 1994 und 1995 gelang die rumänische Vizemeisterschaft.
Nachdem Craioveanu in den Jahren 1994 und 1995 mit 22 bzw. 27 Treffern Torschützenkönig der Divizia A geworden war, wurden ausländische Vereine auf ihn aufmerksam. Craioveanu wechselte daraufhin nach Spanien und schloss sich Real Sociedad San Sebastián an, das seinerzeit in der Primera División spielte. Nach drei erfolgreichen Jahren, die 1998 mit dem 3. Platz ihren Höhepunkt fanden, verließ er San Sebastián und wechselte zum Aufsteiger FC Villarreal. Auch hier wurde er sofort zum Stammspieler, konnte aber den Abstieg am Ende der Saison 1998/99 trotz 13 Toren nicht verhindern.
Im darauffolgenden Jahr gelang ihm der direkte Wiederaufstieg, gefolgt von einem 7. Platz in der Primera Division. Nachdem Craiovenau in der Saison 2001/02 nicht mehr regelmäßig zum Einsatz gekommen war, verließ er Villarreal im Jahr 2002 und wechselte zum FC Getafe in die Segunda División. Im Jahr 2004 gelang ihm auch mit Getafe der bis dato größte Erfolg des Vereins, der Aufstieg in die Primera Division. Im Jahr 2006 beendete er dort seine Karriere.

### Nationalmannschaft
Craioveanu bestritt insgesamt 25 Spiele für die rumänische Fußballnationalmannschaft und erzielte dabei vier Tore. Sein Debüt gab er am 8. September 1993 gegen die Färöer. Obwohl er Torschützenkönig der Divizia A geworden war, wurde er von Nationaltrainer Anghel Iordănescu nicht für die Fußball-Weltmeisterschaft 1994 berücksichtigt, so dass er lediglich an der Fußball-Weltmeisterschaft 1998 in Frankreich teilnahm, wo er gegen Kroatien eingewechselt wurde.

## Erfolge
- WM-Teilnehmer: 1998
- Rumänischer Meister: 1991
- Rumänischer Pokalsieger: 1991, 1993
- Rumänischer Torschützenkönig: 1994, 1995
- Aufstieg in die spanische Primera División: 2000, 2004

## Sonstiges
Nach dem Ende seiner aktiven Laufbahn behielt Craioveanu seinen Wohnsitz in Getafe nahe Madrid. Bei der Kommunalwahl 2007 trat er als unabhängiger Bewerber mit Unterstützung der Partido Popular an und zog als Berater für Sport in den Stadtrat ein. Am 16. Juni 2007 trat er aber bereits wieder zurück, nachdem die Partido Popular an Einfluss im Stadtrat verloren hatte. Er ist Co-Moderator einer sonntäglichen Sportsendung des Privatsenders laSexta.
Craioveanu ist in zweiter Ehe mit einer Spanierin namens Gemma verheiratet und hat zwei Kinder – eines aus jeder Ehe.